# Klaus Schröter
Klaus Schröter (ur. 21 lutego 1940 we Friedersdorf, zm. 4 listopada 1963 w Berlinie) – ofiara śmiertelna Muru Berlińskiego, zmarła wskutek postrzelenia, a następnie utonięcia podczas ucieczki z NRD do Berlina Zachodniego.

## Życiorys
Klaus Schröter urodził się i dorastał wraz z dwoma braćmi w leżącej na przedmieściach Bitterfeldu miejscowości Friedersdorf. W związku z wydobyciem węgla brunatnego w miejscu jego zamieszkania, należący do rodziny dom uległ wyburzeniu. Po ukończeniu szkoły uczył się zawodu elektromontera w zakładach Agfa w Wolfen, po czym podjął w Velten studia elektrotechniczne. We wrześniu 1961 r. przeprowadził się do Berlina Wschodniego, gdzie rozpoczął pracę jako inżynier w państwowych zakładach budowy agregatów w dzielnicy Mitte. Podjąwszy drugie studia pracował dodatkowo jako nauczyciel w szkole ludowej (Volkshochschule) w dzielnicy Pankow
.

### Ucieczka
Pasmo życiowych sukcesów odniesionych w systemie politycznym NRD zakończył w kwietniu 1963 r. złożonym na własną prośbę wymówieniem, spowodowanym brakiem przyznania oczekiwanego awansu. Zakład pracy wymusił wycofanie wymówienia, Schröter zaczął natomiast przygotowania do ucieczki na Zachód. Plan tejże przewidywał podwodne przepłynięcie przez Sprewę do Berlina Zachodniego. Aby zdobyć fundusze na odpowiedni sprzęt, Schröter sprzedał telewizor i uszył sobie własnoręcznie kostium płetwonurka.
Rankiem 4 listopada 1963 r. udał się rowerem do oddalonego o niecałe 100 metrów od granicy sektorów mostu Marschallbrücke. Pokonując płot zabezpieczający wszedł do Sprewy, znajdując się już w wodzie został dostrzeżony przez stojącego na wieżyczce wartowniczej żołnierza wojsk granicznych NRD, który natychmiast otworzył ogień. Krótko potem do uciekiniera strzelać zaczęli dwaj kolejni żołnierze. W wyniku oddania długiej serii Schröter został trafiony w tył głowy, przez co stracił przytomność i utonął. Uczestnicząca w poszukiwaniu zwłok wschodnioberlińska straż pożarna ściągnęła do pomocy specjalną łódź gaśniczą, która poprzez wytworzenie ściany wodnej utrudnić miała mieszkańcom Berlina Zachodniego obserwację akcji wydobycia ciała, która nastąpiła o godzinie 7:45.

### Następstwa
Jako oficjalną przyczynę śmierci władze NRD podały do wiadomości matki zabitego „utonięcie po stłuczeniu mózgu”, wymuszając jednocześnie kremację zwłok. Okoliczności śmierci zatajono również wobec zatrudnionych w zakładzie pracy ofiary kolegów. Do procesu strzelających do Schrötera żołnierzy doszło dopiero po zjednoczeniu Niemiec, kiedy to w 1994 r. oskarżeni zostali o umyślne zabójstwo.
Pamięci zabitego poświęcono jeden z tzw. białych krzyży pamięci na nabrzeżu w pobliżu budynku Reichstagu.